# Hrušovany u Brna
Hrušovany u Brna (německy Rohrbach) jsou obec v okrese Brno-venkov v Jihomoravském kraji. Rozkládají se v Dyjsko-svrateckém úvalu. Žije zde přibližně 3 500 obyvatel.
Jedná se o vinařskou obec ve Velkopavlovické vinařské podoblasti (viniční tratě Červené vrchy, Terasy, Podsedky).

## Název
Název vsi vychází ze starého obyvatelského pojmenování hrušověné („lidé z hrušového (místa)“ nebo „lidé přišlí z Hrušové“). Německé jméno Rohrbach („rákosový potok“) bylo dáno už ve 13. století nezávisle na českém.

## Historie
V rámci archeologických výzkumů byly na území obce nalezeny různé objekty a předměty. Z polní tratě Zadní díly pochází nálezy z neolitu (konkrétně z kultury s lineární keramikou) a eneolitu. V trati U tří mostů byly při výstavbě silničního obchvatu nalezeny dva komorové hroby ze starší doby železné (v jednom z nich byl zemřelý pohřben na čtyřkolovém voze) a sídliště ze starší doby římské.
První písemná zmínka o obci pochází z roku 1252, kdy byla obec darována Bočkem z Obřan žďárskému klášteru.
Po přijetí mnichovské dohody v roce 1938 byly západní části katastru obce ohraničené východním okrajem parcely silnice spojující Brno a Pohořelice, zahrnuty do nacistického Německa, v jehož rámci byly nejprve součástí Sudetoněmeckých území, později pak součástí Říšské župy Dolní Podunají. Stejný osud však potkal i severní část moderního katastru obce východně od vojkovického rybníka Šejba, patřící tehdy do katastru sousední obce Vojkovice, jejíž katastr byl do nacistického Německa začleněn beze zbytku.

## Obyvatelstvo
| Rok            | 1869 | 1880 | 1890  | 1900  | 1910  | 1921  | 1930  | 1950  | 1961  | 1970  | 1980  | 1991  | 2001  | 2011  | 2021  |
| -------------- | ---- | ---- | ----- | ----- | ----- | ----- | ----- | ----- | ----- | ----- | ----- | ----- | ----- | ----- | ----- |
| Počet obyvatel | 751  | 811  | 1 211 | 1 289 | 1 430 | 1 650 | 1 839 | 1 853 | 2 001 | 1 954 | 2 794 | 2 748 | 2 892 | 3 284 | 3 498 |
| Počet domů     | 110  | 126  | 166   | 182   | 226   | 228   | 365   | 404   | 417   | 428   | 496   | 558   | 574   | 702   | 780   |

Vývoj počtu obyvatel

## Pamětihodnosti
- Kostel Panny Marie Královny z let 2000–2004
- Vila Viktora Bauera, puristická stavba z let 1913–1914, vystavěná podle projektu Adolfa Loose
- Náhrobní kámen ve tvaru cyrilometodějského kříže[14]

## Osobnosti
- Viktor Bauer (1876–1939) – podnikatel v cukrovarnictví
- Marie Trnková (1886–1929) – autorka prací se sociální a zdravotní tematikou a iniciátorka oslav Svátku matek
- Hynek Světlík (1875–1945) – zakladatel místního sboru dobrovolných hasičů
- Daniel Orálek (* 1970) – vytrvalostní běžec
- Prokop Bartoloměj Šup OSB (1866–1921) – zemský prelát a rajhradský opat, klíčová postava křesťanského sociálního hnutí v českých zemích, čestný občan[zdroj⁠?!]

## Galerie

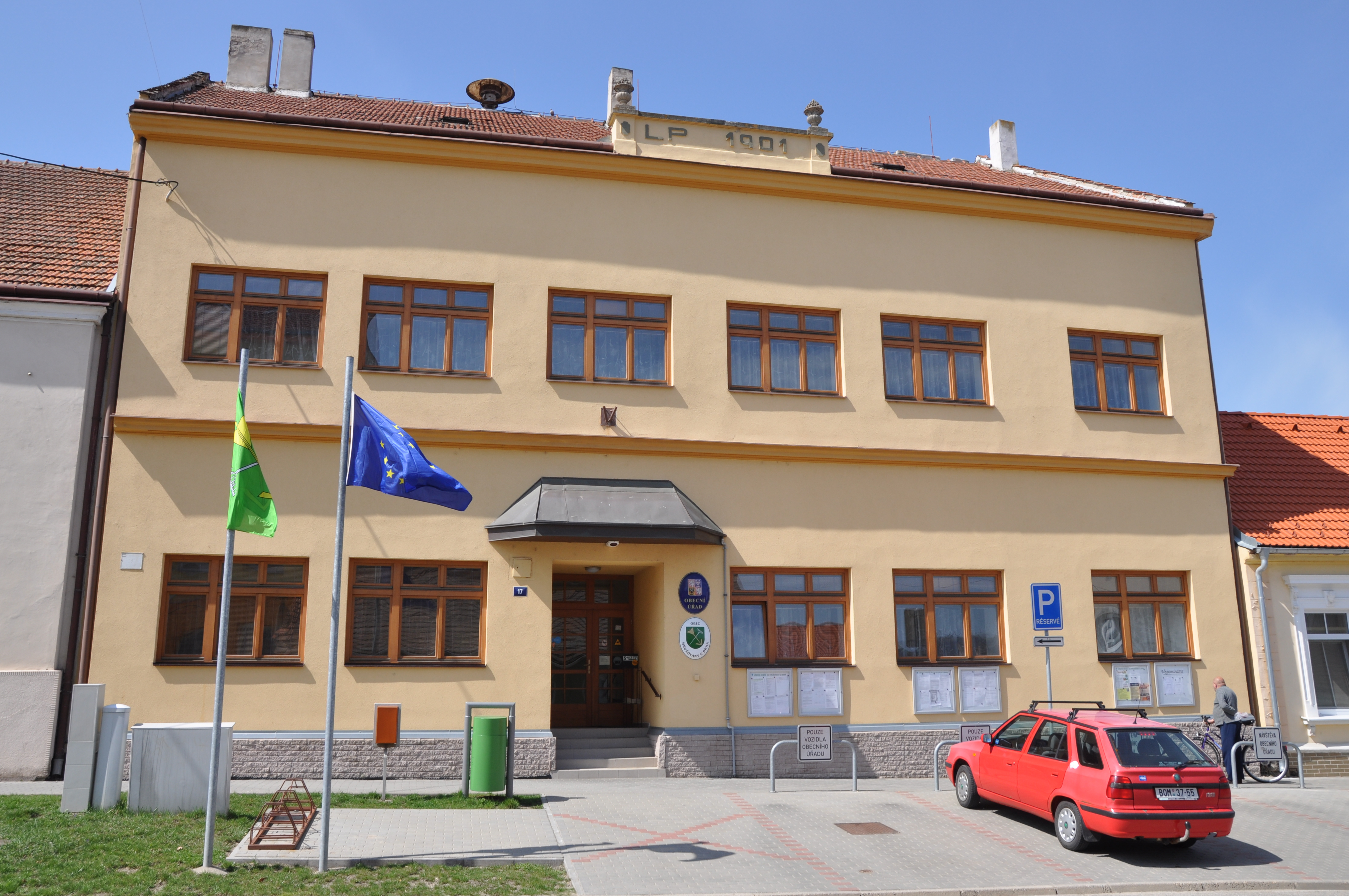
Obecní úřad
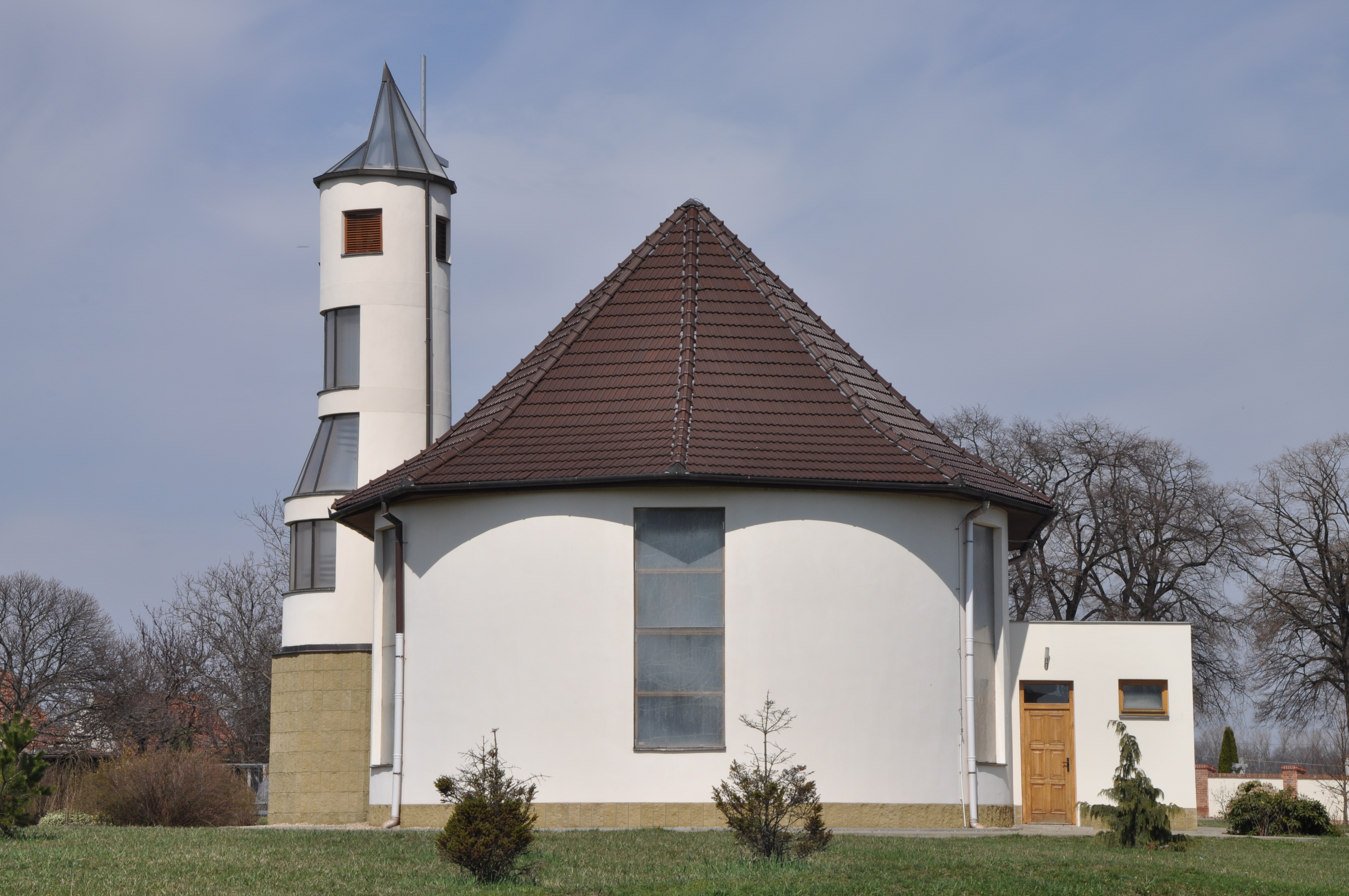
Kostel Panny Marie Královny
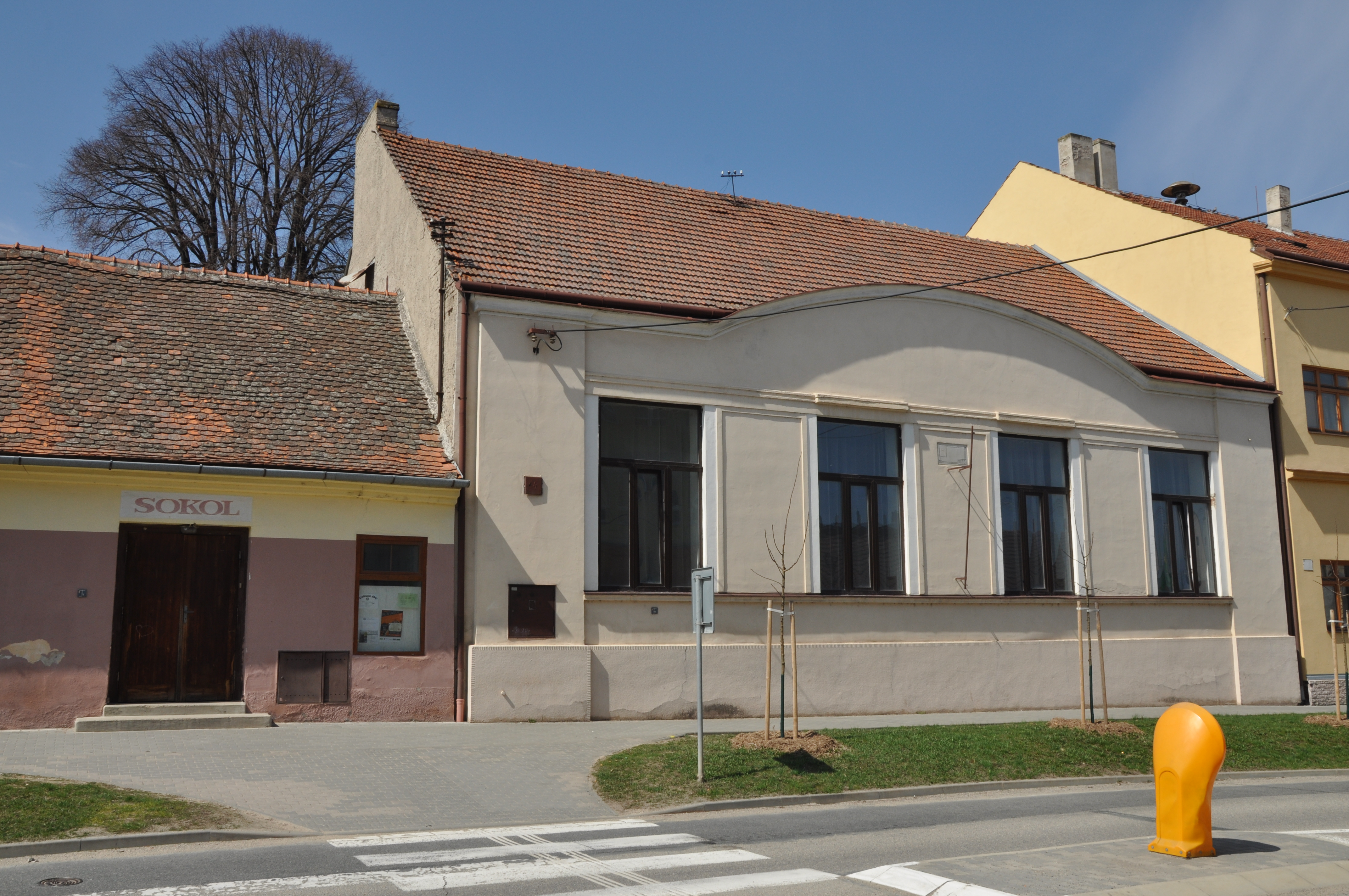
Sokolovna
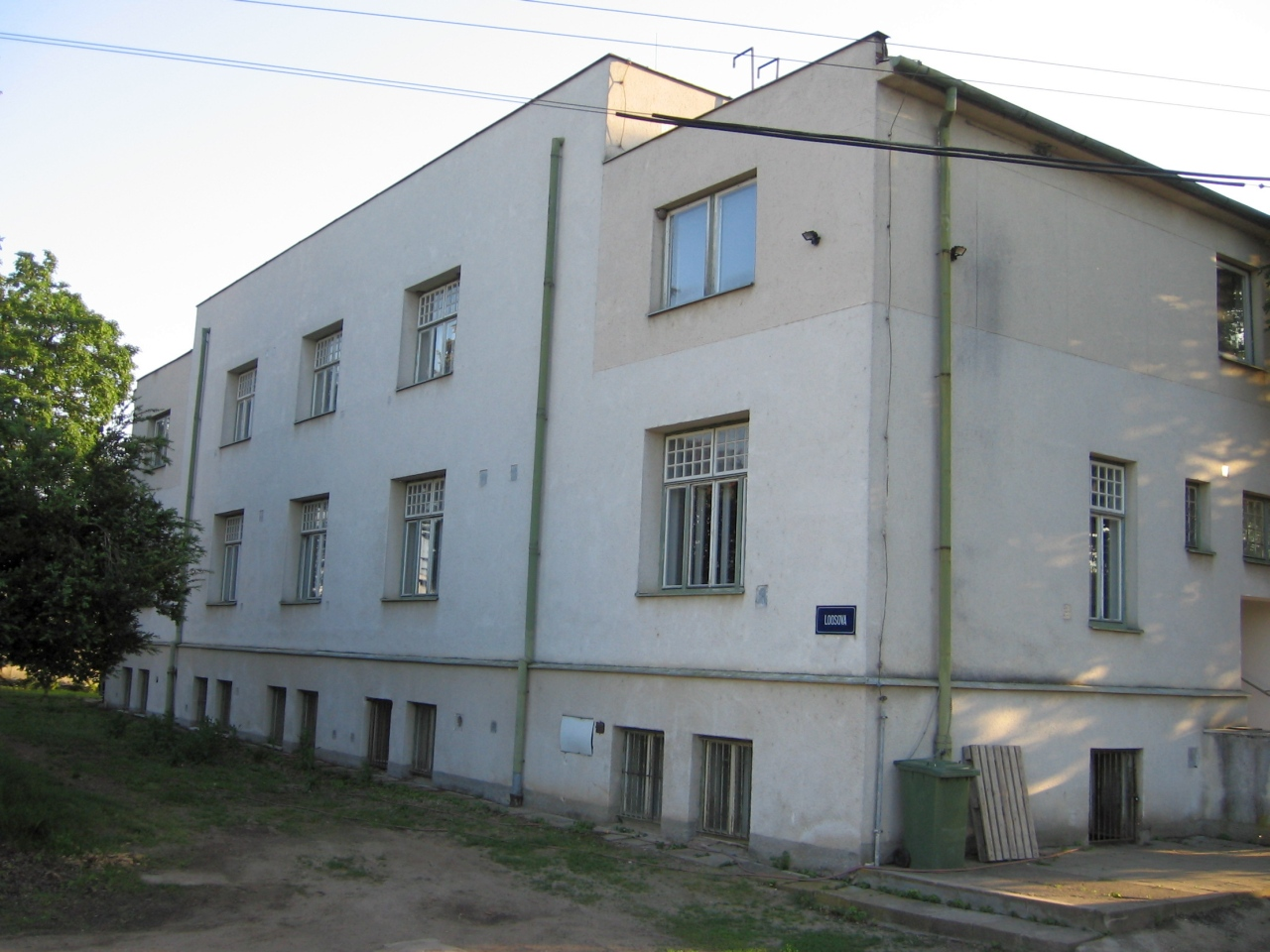
Vila Viktora Bauera
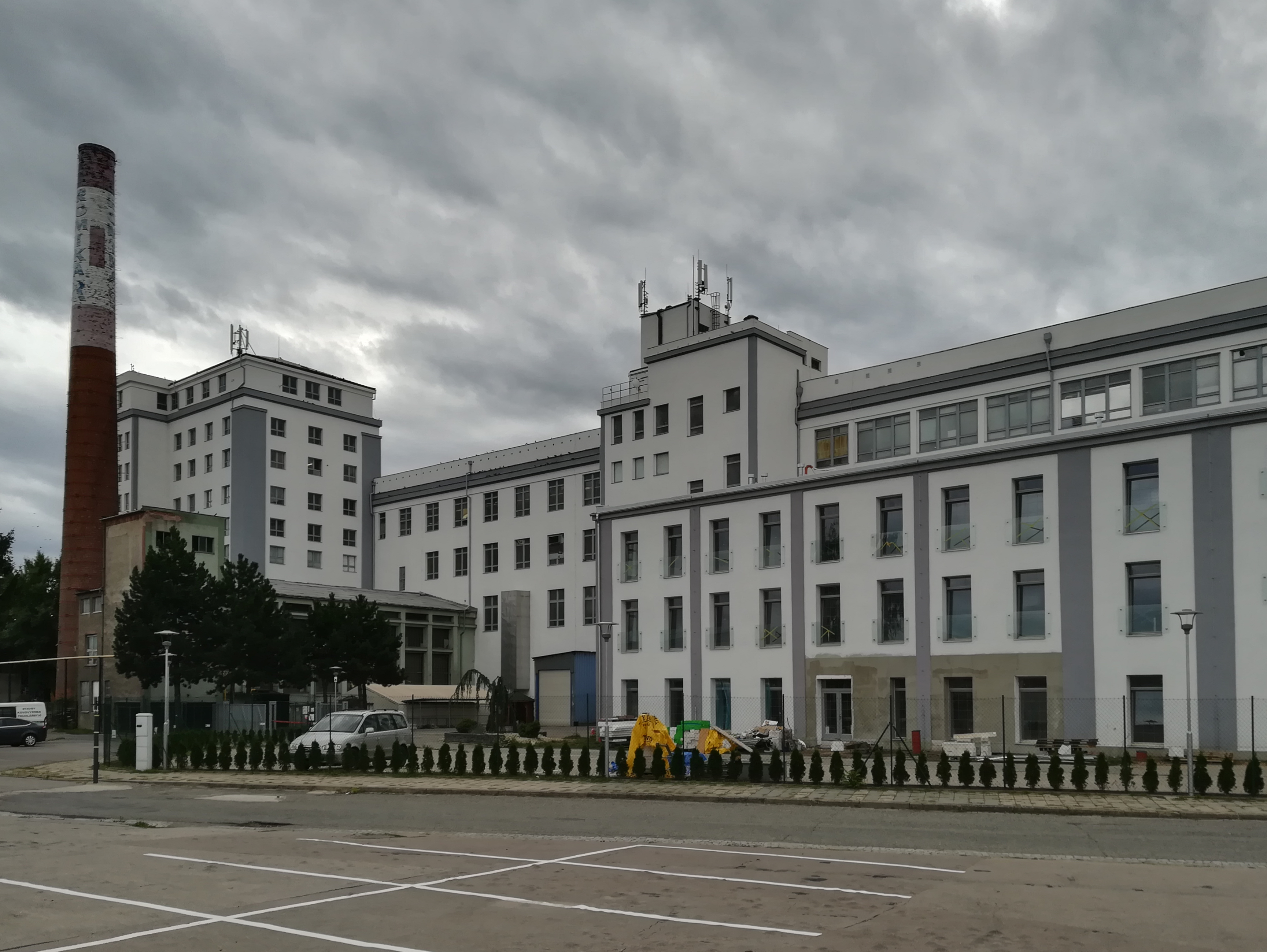
Bývalý cukrovar